# Jati
Jati este un oraș în Ceará (CE), Brazilia.